# André Boucherle
André Boucherle (21 mars 1924 - 6 mai 1993) est un pharmacien, chimiste, professeur des universités, et historien français.
Il fut enseignant, chercheur, et doyen à Grenoble avant de publier plusieurs ouvrages sur l'histoire de la pharmacie. Il est notamment l'auteur, avec Henri Bonnemain et Georges Dillemann de l'ouvrage « La pharmacie française : ses origines, son histoire, son évolution ».

## Biographie

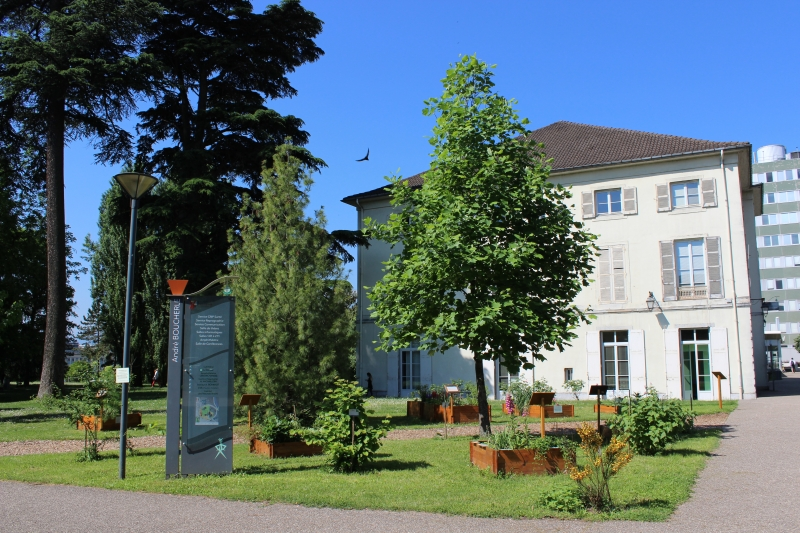
Le jardin Dominique Villard, avec un panneau dédié à André Boucherle.

André Boucherle, est né le 21 mars 1924, à Valence dans le département de la Drôme. Ses parents sont Aimé Boucherle et Eugénie Léonie, son père est directeur commercial. Il s'est marié le 1er juillet 1947 avec Juliette Gardas, ils auront quatre enfants. L'ainé Jean-Xavier Boucherle (1948-), sera chercheur au CNRS et maire de Meylan (de 1995 à 2001). Benjamin Boucherle, un petit fils, devient docteur de l'Université Joseph-Fourier avec sa thèse « Synthèse et évaluation de modulateurs de la protéine CFTR » qu'il soutient le 9 décembre 2008.
Il devient Docteur ès Sciences en 1953, après avoir soutenu avec succès sa thèse « Contribution à l'étude des imidazolinones et imidazolinethiones » devant un jury à la Faculté des sciences de Lyon.
En 1955, il est agrégé de pharmacie (sciences physiques) lorsqu'il est nommé professeur titulaire en : toxicologie, chimie organique, chimie générale et biochimie.
En 1955, il participe avec son ami pharmacien Franck Sérusclat à la création du comité lyonnais du mouvement pour les États-Unis d'Europe, ils sont membres de son organe directeur. En 1958 il est membre actif de cet organisme et en 1963 il est président du « Mouvement fédéraliste européen (MFE)/ Rhône-Alpes ». En juin 1968, l'« Appel pour une action fédéraliste », lancé par Gérard Fuchs, Henri Cartan et Guy Michaud (professeur de civilisation à la faculté des sciences de Paris), est publié dans les journaux Combat et Le Monde, accompagné de « signatures significatives », dont celle d'André Boucherle alors professeur à la faculté de pharmacie de Grenoble.
En 1971, il devient Doyen de la Faculté de pharmacie de Grenoble, jusqu'en 1973. Puis il a de nouveau cette fonction de 1981 à 1986.
Quelques mois avant son décès il rédige un dernier ouvrage « Les très riches heures de la thérapeutique » qui sera publié en 2002, à l'initiative de son ami Franck Sérusclat impressionné par le manuscrit.
André Boucherle, meurt le 6 mai 1993, ses obsèques ont lieu le 12 mai à l'église Notre-Dame de Plaine Fleurie à Meylan.

## Fonctions
- Membre associé de l'Académie delphinale[2].
- Membre d'honneur de la Société des sciences pharmaceutiques (Tunisie)[14].
- Membre actif de la Société d'histoire de la pharmacie (1990)[15].

## Hommages
- Un amphithéâtre porte son nom dans le campus des facultés de médecine et de pharmacie de l'université Grenoble-Alpes, en hommage au premier doyen de la Faculté de pharmacie[16].
- Sur la plaquette éditée lors du cinquantenaire des facultés de médecine et de pharmacie de Grenoble (Université Joseph-Fourier), André Boucherle est qualifié de « brillant chercheur, d'excellent pédagogue doué pour la communication, de conférencier de premier plan »[6], et également d'avoir été un « précurseur dans la recherche en chimie du médicament en lien avec l'industrie »[11].

## Publications

### Scientifiques
- Marc Chambon (1897-1983) (directeur de thèse) et Université de Lyon (1896-1970) (organisme de soutenance), Contribution à l'étude des imidazolinones et imidazoline-thiones (Thèse de doctorat : Sciences naturelles), Trévoux, J. Patissier, 1953, 238 p.[17],
- avec Franck Sérusclat et J. Bachelier, « Un cas d'hémopathie benzolique retardée. Dosage du benzène dans la moelle du sternum (Soc. Pharm. Lyon, 7 mai 1954) », Annales pharmaceutiques françaises, t. 12,‎ juillet-août 1954, p. 348 (lire en ligne)
- avec Raymond Cahen, « Étude pharmacologique de la trihydroxy 2,4,6-propiophénone », Comptes rendus des séances de la société de biologie, t. 157, no 1,‎ 26 janvier 1963, p. 112-116[17],
- « Les esters carbamiques en pharmacologie (De l'esérine aux tranquillisants) », Lyon pharmaceutique, no 7,‎ juillet-août 1965[17],
- avec Raymond Cahen et M. Brunet, « Étude pharmacologique du N (N' propyl morpholinyl) diphénoxyacétamide », Annales pharmaceutiques françaises, t. 24, no 2,‎ 1966, p. 117-126[17].

### Généralistes et historiques
- Histoires et Légendes du médicament, éditions de Santé, 1990, 287 p. (ISBN 9782864110378)[17],
- Des mots pour la pharmacie (Dictionnaire), Paris, éditions de Santé, 1990, 482 p. (ISBN 9782864110392)[17],
- avec Henri Bonnemain et Georges Dillemann (préf. Pierre Malangeau), La pharmacie française : ses origines, son histoire, son évolution, Tec & Doc Lavoisier, 2008 (1re éd. 1992), 150 p. (ISBN 978-2743010980)[17],
- « Histoire de la syphilis : du remède à la pénicilline », dans Jean-Claude Beaune (direction) (préf. Jacques Ruffié), La philosophie du remède (Actes du colloque « La philosophie du remède », qui s'est tenu les 26-28 mars 1992 au musée Claude Bernard (Saint-Julien) et à l'Université Lyon III (Faculté de philosophie)), Éditions Champ Vallon, coll. « collection Milieux », 1993, 376 p. (ISBN 9782876731790, présentation en ligne)
- Les très riches heures de la thérapeutique  (ouvrage posthume), Lyon, éditions Mario Mella, 2002, 256 p.[17].